# 宮下富実夫
宮下 富実夫（みやした　ふみお、1949年1月6日 - 2003年2月6日）は、長野県長野市出身の音楽家・ミュージックセラピスト・シンセサイザー奏者。改名前は宮下文夫。長女は宮下ジェイミー静（タレント・モデル）である。

## 略歴
1965年頃より音楽家としての活動を開始。全世界同時公演ミュージカル「ヘアー」に出演した後、プログレッシブ・ロック・グループ「ファー・イースト・ファミリー・バンド」を結成。喜多郎(当時は高橋正則)も在籍していた。欧米ツアー、アルバムの世界発売など積極的に活動する。
1977年アメリカへ移住し、アメリカツアーを開始。そのツアー中に、自身の腰の鍼治療から東洋医学に出会う。その後、仏教、中国の五行説、インド哲学などの東洋哲学に学び、シンセサイザーを使った音楽療法の研究をはじめる。
帰国後、信州飯綱高原に琵琶スタジオを設立。以後ヒーリング・ミュージックのCDやビデオグラムを多数リリース。現在も有線USEN440の専用チャンネル「ヒーリングミュージック・チャンネル」で単独配信されている。1991年には映画「天河伝説殺人事件」（谷川賢作と連名）の音楽を担当した他数々の作品の音楽を手掛けた。（詳しくは宮下富実夫#主な音楽活動参照）
2003年2月6日、肺癌のため死去。54歳没。

### 主な音楽活動
全国各地でのヒーリング・コンサート、伊勢神宮、橿原神宮、天河大弁財天社､福厳寺､善光寺､熊野速玉大社､飯縄神社､岐阜護國神社、鶴岡八幡宮､四柱神社、神田明神､永保寺､諏訪大社､橿原神宮､伊勢神宮､東寺、熱田神宮､高野山､西宮神社､都久夫須麻神社､春日大社､籠神社、平安神宮などでの奉納演奏。
- 1988年宮沢賢治原作､りんたろう監督アニメ映画「風の又三郎・どんぐりと山猫」の音楽担当。
- 1989年丹波哲郎原作石田照監督の映画「丹波哲郎の大霊界 死んだらどうなる」音楽担当。
- 1990年角川春樹監督映画「天と地と」クレジットタイトル音楽担当（日本テレビ版ドラマ「天と地と〜黎明編」でも小室哲哉と共に音楽担当）。
- 1991年和田登原作山田典吾監督のアニメ映画「キムの十字架」の音楽担当。
- 1992年龍村仁監督の映画「ガイアシンフォニー 第一番」音楽担当。手塚治虫原作りんたろう監督アニメ映画の「火の鳥 鳳凰編」、OVAの平田敏夫監督「火の鳥ヤマト編」、川尻善昭監督「火の鳥宇宙編」の音楽全般や主題歌の作曲を担当した。
- 1997年長野オリンピック招致テーマ曲「寿」制作。

## ディスコグラフィ
- 瞑想　MEISOU　ビワレコード　BW-6600
- やすらぎ　YASURAGI　ビワレコード　BW-6602
- 誕生　TANJO　ビワレコード　BW-6603
- 火の鳥〈鳳凰編〉　Volcano　CPC8-3019
- 火の鳥〈ヤマト編 〉　ポリドール　H33P-20174
- 火の鳥〈宇宙編〉　ポリドール　H33P-20226
- 天河伝説殺人事件　ポニーキャニオン　PCCA-00231
- アリオン/安彦良和　シンセサイザーシンフォニー　アニメージュ　35ATC-1　(FUMIO名義)
- 「自然」1991
- 「日本の美」1991
- 「舞」1991
- 「平安」1991
- 「MU-LEGEND OF LEMURIA　第1章　創造編」1992
- 「MU-LEGEND OF LEMURIA　第2章　太陽編」1992
- 「MU-LEGEND OF LEMURIA　第3章　月光編」1992
- 「セドナ ウインド」1993
- 「オルカ シンフォニー」1994
- 「天使のささやき」1995
- 「心・ヒーリング・フォー・スピリット」1997/05
- 「美・ヒーリング・フォー・ボディー」1997/05
- 「開放」　開放瞑想 1998/12
- 「ひらめき」アジュナー瞑想　1998/12
- 「自然回帰」退行瞑想 1998/12
- 「美癒」1998
- 「カエリタ」1998
- 「供音」1998
- 「静寂音：ミュージックセラピー聴く薬Ⅴ」1998
- 「さわやかな目覚めとともに」1999
- 「やすらかな眠りの中で」1999/05
- 「こころのくすり -- Vol.1　ベスト・コレクション」　2000
- 「眠りのベスト」2001/04
- 「生命：マタニティ・ヒーリング」　2001
- 「目覚め」ベストセレクション・オブ・ヒーリング　2002/01
- 「快眠」ベストセレクション・オブ・ヒーリング　2002/01

## 著書
- 秋山眞人著、宮下音楽『超能力への挑戦(集英社カセット 45 週刊ヤングジャンプ特別編集)』1991年ISBN 978-4089010457
- 『ヒーリング・ライフ -人と地球を癒す音』春秋社 2000年ISBN 978-4393970072
- 『癒しの音を求めて』春秋社 2000ISBN 978-4393364222
- 『リズム絶対主義』扶桑社2000ISBN 978-4594030179